# Dupree Bolton
Dupree Bolton (Oklahoma City, 3 maart 1929 - 5 juni 1993) was een Amerikaanse jazz-trompettist in de bop. Hij werd onder jazzfans bekend door zijn vurige spel op de albums "The Fox" van Harold Land (1959) en Katangal van Curtis Amy (1963). Voor deze opnames had nooit iemand van hem gehoord en na deze platen werd niets meer van hem vernomen en zo bleef Bolton jarenlang een mysterieus figuur. 

## Biografie
Het levensverhaal van Bolton werd bekend dankzij het enige interview dat de trompettist ooit heeft gegeven. Jazzschrijver Ted Gioia sprak met hem in 1989, enkele jaren voor zijn dood. Bolton begon op de viool, maar stapte na enige tijd over op de trompet. Hij bleek een groot talent. Op zijn veertiende liep hij van huis weg om met de groep van Jay McShann te kunnen spelen. Al snel raakte hij verslaafd aan drugs en zo begon een muzikaal leven waarin hij vele malen in de gevangenis verzeild raakte vanwege drugs en aan verslaving gerelateerde misdrijven, zoals dealen en het vervalsen van cheques en recepten. In de gevangenis oefende hij veel zodat hij de trompet volledig beheerste. 'Buiten' speelde hij, of was hij bezig met drugs. Hij speelde en maakte opnames met Buddy Johnson en Benny Carter. In 1959 werd hij in een club in Watts ontdekt door saxofonist Harold Land en pianist Elmo Hope, die hem meteen vroegen mee te spelen op opnames. Het resultaat was "The Fox". Na een eerste tijd in San Quentin maakte hij zijn laatste opnames, nu met saxofonist Curtis Amy en als begeleider van Lou Rawls. Tevens speelde hij de in band van Gerald Wilson. Hierna bracht hij weer jaren door in San Quentin, waar hij in een gevangenisband speelde met mannen als Art Pepper. Rond 1987 verliet Bolton voor het laatst een gevangenis, waarna hij in San Francisco een afkickprogramma volgde en als straatmuzikant werkte. Bolton overleed aan de gevolgen van een hartstilstand.
Bolton werd als trompettist beïnvloed door Fats Navarro. In 2009 verscheen een album met allerlei opnames, onder meer van het tv-programma "Frankly Jazz" en opnames met medegevangenen.

## Discografie
- Fireball, Uptown Records, 2009

## Bron
- In Search of Dupree Bolton, door Ted Gioia

- Bibliothèque nationale de France: cb14157220s (data)
- Gemeinsame Normdatei: 134958020
- International Standard Name Identifier: 0000 0000 4114 0406
- Library of Congress Control Number: no98006617
- MusicBrainz: fe5c87bf-6748-437f-8afc-ba1a477860d6
- Virtual International Authority File: 43910051
- WorldCat: E39PBJpPGgcBMjTr6rVKMr9hpP